# H11HW
H11HW（エイチいちいちエイチダブリュ）は、ファーウェイが開発した、イー・モバイルの音声通話サービス対応の携帯電話である。

## 特徴
ファーウェイの日本向け音声端末第1号として、イー・モバイルからリリースされた。(但しデータ通信端末D01HWの方が日本参入端末としては早い)

## 沿革
- 2008年6月14日 - 発売開始

## 対応サービス
- EMnetメール
- SMS
- テレビ電話
- 絵文字
- フルブラウザ（ただし、一部の掲示板への書込みやSNSなど利用できないことがある）
- Bluetooth （バージョン1.2）